# استهامپتون (ماساچوست)
استهامپتون، ماساچوست
استهامپتون(به انگلیسی: Easthampton) شهری در شهرستان همشایر ایالت ماساچوست می‌باشد که در سال ۱۸۰۹ بنیان‌گذاری شده‌است. این شهر در سرشماری سال ۲۰۱۰ میلادی، ۱۶٬۰۵۳ نفر جمعیت داشته‌است.